# 博洛尼亚省
博洛尼亚省（義大利語：provincia di Bologna）是意大利艾米利亚-罗马涅大区的一个省。首府为博洛尼亚，截至2012年，该市拥有386,181名居民。博洛尼亚省的面积为3,702.32平方（1,429.47平方英里），截至2015年人口总数为1,004,323人，人口密度为每平方公里271.27人。该省的广域市市长是維吉尼奧·梅羅拉。它从2015年1月开始被博洛尼亚广域市城市取代。